# David D. Osborn
David Osborn, auch David D. Osborn, (* 30. September 1923 in New York) ist ein amerikanischer Schriftsteller und Drehbuchautor.

## Leben
Während seines Studiums an der Columbia University arbeitete David Osborn als Autor für Off-Broadway-Theaterstücke. Ebenso war er als PR-Berater von Jimmy Durante tätig. In der McCarthy-Ära wurde er drangsaliert und emigrierte nach Frankreich. Er erwarb in der Kleinstadt Le Bar-sur-Loup nördlich von Cannes einen Steinbruch, den er bewirtschaftete. Dort begann er in seiner Freizeit Drehbücher für Filme auszuarbeiten.
Sein erster großer Erfolg war 1958 die Premiere von Flüsternde Schatten. Es folgten weitere Drehbucharbeiten für britische Film- und Fernsehproduktionen, unter anderem 1961 die Verfilmung von Agatha Christies 16 Uhr 50 ab Paddington und 1966 der kanadisch-britische Spielfilm Wie ein Schrei im Wind.
In den Siebzigerjahren begann Osborn eine zweite Karriere als Romanautor. Mit Open Season (dt. Jagdzeit) landete er 1974 einen internationalen Erfolg. Dieses Buch wurde zugleich nach Osborns Drehbuchadaption mit Peter Fonda unter dem Titel Los Cazadores verfilmt.
Zuletzt lebte Osborn in Connecticut.

## Werke

### Drehbücher
- 1958: Chase a Crooked Shadow (dt. Flüsternde Schatten)
- 1961: Murder she said (dt. 16 Uhr 50 ab Paddington)
- 1966: The Trap (dt. Wie ein Schrei im Wind)
- 1967: Deadlier Than the Male (dt. Heiße Katzen)
- 1973: Penny Gold
- 1974: Los Cazadores (dt. Open Season – Jagdzeit)

### Romane
- The Glass Tower, Hodder & Stoughton 1971, ISBN 978-0340128985
- Open Season, 1974 (dt. Jagdzeit, Pendragon 2011, ISBN 978-3865322098)
- French Decision, 1980 (dt. Der Maulwurf, Paul Zsolnay Verlag, ISBN 978-3552032323)
- Love and Treason, 1982 (dt. Schach der Dame, Paul Zsolnay Verlag 1983, ISBN 978-3552035324)
- Jessica and the Crocodile Knight, HarperCollins 1984, ISBN 978-0246118165
- Heads, 1985 (dt. Köpfe, Paul Zsolnay Verlag, ISBN 978-3552037281)
- Murder on Martha's Vineyard, Lynx 1989, ISBN 978-1558022188
- Murder on the Chesapeake, Simon & Schuster 1992, ISBN 978-0743212717
- Murder in the Napa Valley, Simon & Schuster 1993, ISBN 978-0743212946
- The Last Pope, Landmark 2004, ISBN 978-1402202445

## Auszeichnungen
Sein Originaldrehbuch von The Trap war nominiert für einen Oscar für den Besten ausländischen Film.

## Belege
1. ↑  Die Methoden des Machtkampfes, CulturMag vom 12. Februar 2011, abgerufen am 30. März 2014.
2. 1 2  David Osborn Profil

| Personendaten    | Personendaten                    |
| ---------------- | -------------------------------- |
| NAME             | Osborn, David                    |
| ALTERNATIVNAMEN  | Osborn, David D.                 |
| KURZBESCHREIBUNG | US-amerikanischer Schriftsteller |
| GEBURTSDATUM     | 30. September 1923               |
| GEBURTSORT       | New York City                    |